# Джевага Сергій Олександрович
Сергі́й Олекса́ндрович Джева́га (нар. 28 вересня 1971, Прилуки, Чернігівська область, Українська РСР — 29 серпня 2014, с. Червоносільське, Амвросіївський район, Донецька область, Україна) — солдат резерву Національної гвардії України, батальйон «Донбас». Учасник російсько-української війни, позивний «Серж».

## Біографія
Народився 1971 року в місті Прилуки. 1988 року закінчив 10 класів Прилуцької середньої школи № 2, зі срібною медаллю. Неодноразово брав участь в олімпіадах з математики, був нагороджений за активну участь у житті школи, мав безліч грамот. У шкільні роки займався боксом, отримав Обласну грамоту за перше місце в змаганнях.
Після закінчення школи вступив до Коломенського вищого артилерійського командного училища (м. Коломна, РРФСР), але залишив навчання і повернувся у Прилуки. Одружився. З 1991 року працював електромеханіком Прилуцького центру електрозв'язку. Навчався у Державному університеті телекомунікацій, отримав диплом бакалавра і вступив до магістратури.
Під час Революції Гідності займався волонтерством, збирав гроші на ліки для постраждалих у протистояннях.
З початком російської збройної агресії проти України залишив навчання на 6-му курсі і 16 червня 2014 року добровольцем пішов на фронт. Дружині сказав, що поїхав на сесію.
Солдат, командир мінометного розрахунку мінометного взводу 2-го резервного батальйону оперативного призначення «Донбас» в/ч 3027 Національної гвардії України. Зі своїм підрозділом брав участь у боях за звільнення Іловайська.
Ранком 29 серпня 2014 року загинув під час виходу «зеленим коридором» з Іловайського котла. Їхав у «Газелі» в складі автоколони батальйону «Донбас» по дорозі з Многопілля до Червоносільського, внаслідок обстрілу зазнав смертельного поранення, помер на руках побратима. Разом із Сергієм загинули Олексій Затилюк («Бриз») та Олексій Бакка («Детройт»). У вересні 2014 пошуковці віднайшли це місце та вивезли останки бійців.
7 травня 2015 року рішенням Прилуцького міськрайонного суду оголошений померлим як загиблий у бою. У вересні 2018 ідентифікований за результатами ДНК-експертизи.
4 жовтня 2018 року похований на Алеї Героїв прилуцького кладовища «Горова Білещина».
Залишились мама; батько Олександр Миколайович, сестра, дружина Людмила і син Олександр.

### Пошук тіла
Довгий час Сергій Джевага вважався зниклим безвісти, не було збігів за базою ДНК загиблих. Як розповів історик і журналіст Ярослав Тинченко, 12 вересня 2014 року пошуковці Місії «Евакуація-200» неподалік від Новокатеринівки (за даними Книги пам'яті, — біля села Любівка, що неподалік Новокатеринівки) обслідували вантажну машину ЗіЛ з номером 6967 Н9, де було знайдено двох загиблих. У мобільному телефоні одного з них були фотографії військовослужбовця 42-го батальйону територіальної оборони «Рух Опору» Олександра (автор не називає прізвища, але очевидно, що йдеться про снайпера 42 БТО Олександра Сорокового). На той час брат Олександра вже забрав з дніпровського моргу тіло, ідентифіковане ним за зубами та кістками пальців ніг, без проведення ДНК-експертизи. Другий загиблий, Сергій (йдеться про Сергія Соловйова), був ідентифікований за ДНК, проте родина цього не визнала. Зразки ДНК матері Олександра збіглися зі зразками ДНК тіла, знайденого у вантажівці, 6 липня 2018 року його перепоховали у Дніпрі. Також було проведено ексгумацію тіла, яке поховала родина Олександра, результати ДНК-експертизи підтвердили, що це Сергій Джевага.

## Нагороди та вшанування
- Указом Президента України № 176/2015 від 25 березня 2015 року, за особисту мужність і високий професіоналізм, виявлені у захисті державного суверенітету та територіальної цілісності України, нагороджений орденом «За мужність» III ступеня[8].
- 18 вересня 2015 року на будівлі Прилуцької ЗОШ І-ІІІ ст. № 2 відкрили меморіальну дошку полеглому на війні випускнику школи[9][10]
- Його портрет розміщений на меморіалі «Стіна пам'яті полеглих за Україну» у Києві: секція 3, ряд 7, місце 25
- Вшановується 29 серпня на щоденному ранковому церемоніалі вшанування українських захисників, які загинули цього дня у різні роки внаслідок російської збройної агресії[11]
- Іловайський Хрест (посмертно)
- Його ім'я навічно зараховане до списку особового складу в/ч 3027
- На честь Сергія та загиблих земляків у квітні 2019 року в Прилуках відкрито пам'ятний знак